# Pelotomaculum isophthalicicum
Pelotomaculum isophthalicicum è una specie di batterio appartenente alla famiglia delle Peptococcaceae.